# Phyllachora perseae
Phyllachora perseae är en svampart som beskrevs av Hodges 1969. Phyllachora perseae ingår i släktet Phyllachora och familjen Phyllachoraceae.   Inga underarter finns listade i Catalogue of Life.